# エスク (駆逐艦)
|          | |
| 艦歴     | |
| 発注     | |
| 起工     | 1933年3月23日 |
| 進水     | 1934年3月19日 |
| 就役     | 1934年9月26日 |
| 退役     | |
| その後   | 1940年8月31日に戦没 |
| 除籍     | |
| 性能諸元 | |
| 排水量   | 1,350トン |
| 全長     | 318 ft 3 in (97.00 m) p/p 329 ft (100 m) o/a |
| 全幅     | 33 ft 3 in (10.13 m) |
| 吃水     | 12 ft 6 in (3.81 m) |
| 機関     | アドミラルティ・ボイラー3基 パーソンズ式減速タービン、2軸推進、36,000 shp (27,000 kW)                                                             |
| 最大速   | 35.5ノット (40.9 mph; 65.7 km/h) |
| 乗員     | 145名 |
| 兵装     | 119 mm Mark IX 単装砲 4門 12.7mm Mark III 四連装機銃 2基 533 mm 四連装魚雷発射管 2基 爆雷 20発 爆雷投射機 2基 爆雷投下軌条 1軌 Mark XIV 機雷 60発 |

エスク (HMS Esk, H15) は、1934年進水のイギリス海軍の駆逐艦。E級。

## 艦歴
1931年の海軍計画で、1932年11月1日にウォールセンドのスワン・ハンター＆ウィガム・リチャードソン社に発注。1933年3月24日起工。1934年3月19日進水。1934年9月28日に就役し、兵装などの政府が供給するものを除いた建造費用は24万7279ポンドであった。1935年1月から3月に行われた本国艦隊の西インド洋諸島への巡航に同行。アビシニア危機の際、1935年9月から1936年3月まで「エスク」は地中海艦隊に所属した。スペイン内戦時は不干渉委員会の布告を実施するため1939年3月までスペイン海域を巡回し、それからイギリスに戻った。ミュンヘン危機の際は、「エスク」と同型艦の「エクスプレス」は一時的にノアの第9駆逐艦戦隊に配属され、1938年10月3日に機雷敷設訓練を行った。1939年6月24日に「エスク」は予備役となり、8月2日まで再就役しなかった。「エスク」は15日に予備艦隊の艦観式に参列し、8月28日から機雷敷設艦への改装工事が開始された。
改装は1939年9月7日に完了し、翌日「エスク」は第20駆逐艦戦隊に配属された。9月9日、10日夜、「エクス」と駆逐艦「エクスプレス」はヘルゴラントバイトに機雷を敷設した。9月23日から26日まで「エスク」は戦艦「ロイヤル・サブリン」をスカパ・フローからポーツマスまで護衛し、12月中はミルフォード・ヘイヴンやポーツマスから機雷敷設作戦を実行した。12月17、18日、「エスク」、「エクスプレス」、「イントレピッド」、「アイヴァンホー」はエムス川河口沖に機雷240発を敷設した。12月29日から1940年1月26日までポーツマスで修理を実施。
修理完了後、6ヶ月間「エスク」は機雷敷設を行う特設機雷敷設艦「プリンセス・ヴィクトリア」および「テヴェット・バンク」の護衛や、「エスク」自身での機雷敷設作戦に従事した。3月3日、「エスク」、「エクスプレス」、「イカルス」、「インパルシヴ」はヘルゴラントバイト内のホーンズリーフ近くに機雷を敷設し、この機雷で3月13日ごろにドイツ潜水艦「U44」が沈没した。4月はじめに「エスク」はスカパ・フローの本国艦隊に配属され、ウィルフレッド作戦（ノルウェー沿岸への機雷敷設）のため第20駆逐艦戦隊の艦とともにWV部隊に配置された。4月5日、WV部隊は第2駆逐艦戦隊の駆逐艦「ハーディ」、「ハヴォック」、「ホットスパー」、「ハンター」に護衛されてスカパ・フローから出撃した。第20駆逐艦戦隊の艦は4月8日朝にヴェストフィヨルドに234発の機雷を敷設し、それから巡洋戦艦「レナウン」と合流した。15日、「エスク」は戦艦「ロドニー」を護衛してスカパ・フローに帰投した。
5月10日に「エスク」、「エクスプレス」、「イントレピッド」、「プリンセス・ヴィクトリア」は北ホラント州Bergen沖に236発の機雷を敷設し、5月15日には「エスク」、「エクスプレス」、「アイヴァンホー」はHook of Holland沖に機雷164発を敷設した。この機雷原で7月26日にドイツの掃海艇「M61」、「M89」、「M136」が沈んだ。5月29日、「エクス」はダンケルクからの撤退作戦に加わる。5月29日から6月3日までに「エスク」は3904名を脱出させ、その中には空襲で沈没した船「Scotia」から救助した1000人以上のフランス兵が含まれる。この最中に生じた軽微な損傷を修理後、「エスク」は以前と同じ任務に戻った。

1940年8月31日、「エスク」は駆逐艦「イントレピッド」、「イカルス」、「アイヴァンホー」、「エクスプレス」とともにテセル島北のオランダ沿岸への機雷敷設に向かった。その夜、新たに敷設されたドイツの機雷原で「エクスプレス」が触雷し、艦首が吹き飛んだ。さらに救援のため「エクスプレス」に接近した「エスク」も触雷。約15分後にも艦中央部で再び爆発があり、「エスク」は分断されてすぐに沈没した。沈没地点は北緯53度26分36秒東経3度48分0秒であった。「アイヴァンホー」が幾人かの生存者を救助したが、乗員127名が死亡した。